# Mornaguia
Mornaguia (in arabo المرناقية‎?) è una città della Tunisia di 19 834 abitanti, posta a sud-ovest di Tunisi. Fa parte del governatorato di Manouba ed è capoluogo della delegazione omonima, che conta 35 129 abitanti.